# Parveena Ahanger
Parveena Ahangar (Srinagar) es una defensora de derechos humanos india, fundadora y presidenta de la Asociación de Padres de Personas Desaparecidas (APDP) en Jammu y Cachemira.

## Trayectoria
Ahangar es conocida como la "Dama de Hierro de Cachemira". Fue nominada por el canal de medios indios CNN IBN para un premio que rechazó debido al enfoque engañoso de estos medios sobre el dolor y las tragedias de Cachemira.
Ganó el Premio Rafto de Derechos Humanos en 2017 por sus "protestas contra las desapariciones forzadas" y por exigir justicia para las víctimas de la violencia en Jammu y Cachemira. También fue nominada para el Premio Nobel de la Paz en 2005. Fue nombrada como una de las 100 mujeres de la BBC, una lista de 100 mujeres inspiradoras e influyentes de todo el mundo para 2019.
Ahangar creó la Asociación de Padres de Personas Desaparecidas (APDP) en 1994 para prestar apoyo y movilizar a los familiares de las personas desaparecidas a causa de las desapariciones forzadas y para presionar al Gobierno de la India a fin de que investigue los 8000 a 10.000 casos estimados de desapariciones involuntarias en Cachemira. Es cofundadora y presidenta de la APDP y ha representado su causa en Filipinas (2000), Tailandia (2003), Indonesia (2005), Chiang Mai (2006), Ginebra (2008), Camboya (2009) y Londres (2014).

En 2014, Ahangar dio un discurso en la Universidad de Westminster de Londres, donde dijo: 
"Nadie entiende el dolor de una madre. Soy una víctima, hay muchos como nosotros. El APDP se originó a partir de mi dolor, y el dolor de cientos de madres como yo"."Nadie entiende el dolor de una madre. Soy una víctima, hay muchos como nosotros. El APDP se originó a partir de mi dolor, y el dolor de cientos de madres como yo".